# Piotr Zieliński
Piotr Sebastian Zielińskiⓘ (ur. 20 maja 1994 w Ząbkowicach Śląskich) – polski piłkarz, występujący na pozycji pomocnika we włoskim klubie Inter Mediolan oraz w reprezentacji Polski, której jest kapitanem od 2025. 
Uczestnik Mistrzostw Europy 2016,  2020 i 2024 oraz Mistrzostw Świata 2018 i 2022. 

## Młodość
Jest jednym z trzech synów Bogusława i Beaty Zielińskich. Jego rodzice zajmują się działalnością społeczną, przez wiele lat prowadzili pogotowie rodzinne we własnym domu w Ząbkowicach Śląskich, gdzie bracia Piotr, Paweł i Tomasz byli stale zaangażowani w pomoc i życie przybranego rodzeństwa. Prowadzą także dwa domy dziecka.
Ojciec Bogusław jest nauczycielem wychowywania fizycznego oraz języka niemieckiego, był piłkarzem Orła Ząbkowice Śląskie, amatorskich drużyn niemieckich, m.in. SG Lütgendortmund, a także pierwszym trenerem Piotra. To właśnie ojciec rozpoczął szkolenie swoich synów, ucząc ich przyjęcia piłki, dryblingu, poruszania się na boisku oraz prowadził z nimi zajęcia ogólnorozwojowe. Piotr jako dziecko miał talent do wielu dyscyplin sportowych. Był ruchliwym i zwinnym chłopcem, jednak początkowo słabszym fizycznie od rówieśników. Od najmłodszych lat cechowała go niekonwencjonalna technika podczas gry w piłkę nożną.

## Kariera klubowa

### Początki
Swoją karierę rozpoczynał w 2005, w drużynach młodzieżowych Orła Ząbkowice Śląskie. Wyróżniał się na turniejach młodzieżowych, co owocowało wieloma nagrodami indywidualnymi. Brał udział m.in. w turnieju Z podwórka na Stadion o Puchar Tymbarku. Czeski trener Zagłębia Lubin, Bohumil Palik zaprosił go na obóz sportowy Sparty Praga, gdy Piotr miał zaledwie 11 lat. Na międzynarodowych imprezach zainteresowani byli nim skauci wielu europejskich akademii. Młody piłkarz wziął udział w turnieju towarzyskim w barwach Bayeru Leverkusen, gdzie dzięki dobremu występowi wzbudził również zainteresowanie skautów Liverpoolu. Odbył także testy w Sc Heerenven oraz Feyenoordzie, tam trenował m.in. z Nathanem Ake. Ostatecznie utalentowany zawodnik trafił do uznawanej za najlepszą na Dolnym Śląsku, akademii Zagłębia Lubin. W akademii dolnośląskiego klubu spędził cztery lata, występując m.in. w rozgrywkach Młodej Ekstraklasy i będąc w tym czasie regularnie powoływanym do młodzieżowych reprezentacji Polski, m.in. przez trenera Marcina Dornę.

### Udinese Calcio
W 2011 wyjechał do Włoch i podpisał kontrakt z klubem Udinese Calcio. W sezonie 2011/2012 występował w młodzieżowych rozgrywkach Primavery, strzelając 2 gole w 12 występach.

#### 2012/2013
W kolejnym sezonie zdobył 7 bramek w 12 spotkaniach Primavery, trenował z pierwszą drużyną Udinese, znajdował się w kadrze meczowej na spotkania Serie A, a z czasem otrzymał od trenera Francesco Guidolina szansę na debiut. 2 listopada 2012 zadebiutował w pierwszej drużynie podczas meczu 15. kolejki Serie A z Cagliari Calcio (4:1), zmieniając w 91. minucie meczu Antonio Di Natale. Kolejny występ w pierwszej drużynie zanotował w 29. kolejce Serie A, zastępując Medhiego Benatię w 87. minucie meczu z Catanią. Kolejną szansę występu otrzymał w 31. kolejce, notując minutowy epizod w meczu z Chievo Verona (3:1). 14 kwietnia 2013 w meczu z Parmą po raz pierwszy wystąpił w podstawowym składzie i zanotował dwie asysty: przy bramkach Luisa Muriela i Roberto Pereiry, a spotkanie zakończyła się zwycięstwem jego drużyny 3:0. Od pierwszej minuty rozpoczynał również trzy kolejne ligowe spotkania, z Lazio (1:0), Cagliari (1:0) i Sampdorią (3:1), a w dwóch pozostałych kolejkach wchodził na boisko jako rezerwowy. Jego drużyna zakończyła sezon na 5. miejscu w tabeli Serie A.

#### 2013/2014
Sezon 2013/2014 rozpoczął jako zawodnik pierwszej drużyny. W meczu 1. kolejki Serie A z Lazio, wszedł na boisko w 68 minucie zastępując kontuzjowanego Giampiero Pinziego. Następne spotkanie spędził na ławce rezerwowych, natomiast następnie pojawiał się na boisku regularnie, wchodząc z ławki w czterech spotkaniach z rzędu. W 8 kolejce rozegrał 16 minut w wyjazdowym meczu A.C. Milan na stadionie San Siro (0:1). W kolejnych sześciu spotkaniach nie zanotował występu aby powrócić do gry w zremisowanym 3:3 meczu 15 ligowej kolejki z SSC Napoli. Następnie po czterech meczach bez gry rozegrał cztery minuty z Sampdorią (0:3) a kolejne osiem meczów spędził na ławce rezerwowych. W 28 kolejce sezonu wszedł na boisko na osiem minut meczu z AS Romą, rozgrywanym na Stadio Olimpico (2:3). W 35 kolejce po sześciu meczach bez występu rozegrał całą drugą połowę spotkania z Torino (0:2). W sezonie 2013/2014 spędził na boisku 127 minut a jego zespół zajął 13. miejsce w ligowej tabeli.

### Empoli FC

#### 2014/2015
1 września 2014 został do końca sezonu 2014/2015 wypożyczony do Empoli FC. 13 sierpnia 2014 zastępując Daniele Croce w 80 minucie meczu 2 kolejki Serie A z AS Romą (0:1), zadebiutował w nowym klubie. 28 października 2014 w meczu 9 kolejki Serie A z Sassuolo (1:3), po raz pierwszy wyszedł w podstawowym składzie Empoli i zanotował asystę przy trafieniu Croce na 1:0. 9 listopada 2014 zanotował asystę przy bramce Massimo Maccarone w meczu z Lazio (3:1). 3 grudnia 2014 w meczu 4 rundy z Genoą (2:0) zadebiutował w Pucharze Włoch. 26 kwietnia 2015 asystował przy golu Maccarone w zremisowanym 2:2 meczu z Atalantą. W sezonie 2014/2015 zagrał łącznie w 30 spotkaniach Empoli, notując w nich 3 asysty, a drużyna zajęła 15 miejsce w lidze.

#### 2015/2016
W lipcu 2015 wypożyczenie zostało przedłużone o kolejny sezon. Nowe rozgrywki rozpoczął jako podstawowy zawodnik drużyny trenera Maurizio Sarriego. 13 września 2015 w meczu 3 kolejki Serie A przeciwko SSC Napoli (2:2) zanotował asystę przy golu Riccardo Saponary na 1:0. 4 października 2015 zanotował asystę przy zwycięskiej bramce Massimo Maccarone w meczu z Sassuolo, a w 90 minucie został ukarany drugą żółtą kartką. 2 października 2015 w meczu z Genoą (2:0) zdobył swoją pierwszą bramkę w Serie A. W 16 i 17 kolejce Serie A notował asysty kolejno w spotkaniach z Carpi (3:0) i Bolonią (3:2). 23 stycznia 2016 zdobył bramkę w meczu z A.C. Milan, który zakończył się remisem 1:1. 21 lutego 2016 strzelił bramkę w meczu z Sassuolo (2:3), natomiast 10 kwietnia 2016 trafił na 2:0 w spotkaniu z Fiorentiną. 15 maja 2016 zdobył bramkę w meczu 35. kolejki z Torino (2:1). W sezonie 2015/2016 wystąpił w 37 meczach swojej drużyny, zdobywając 5 goli i notując 3 asysty a jego drużyna zajęła 10 lokatę w rozgrywkach Serie A. Występy w Empoli zakończył z bilansem 66 spotkań, 5 bramek i 7 asyst. Po zakończeniu sezonu Zieliński przygotowywał się do zmiany klubu, prowadząc rozmowy, m.in. z Liverpoolem.

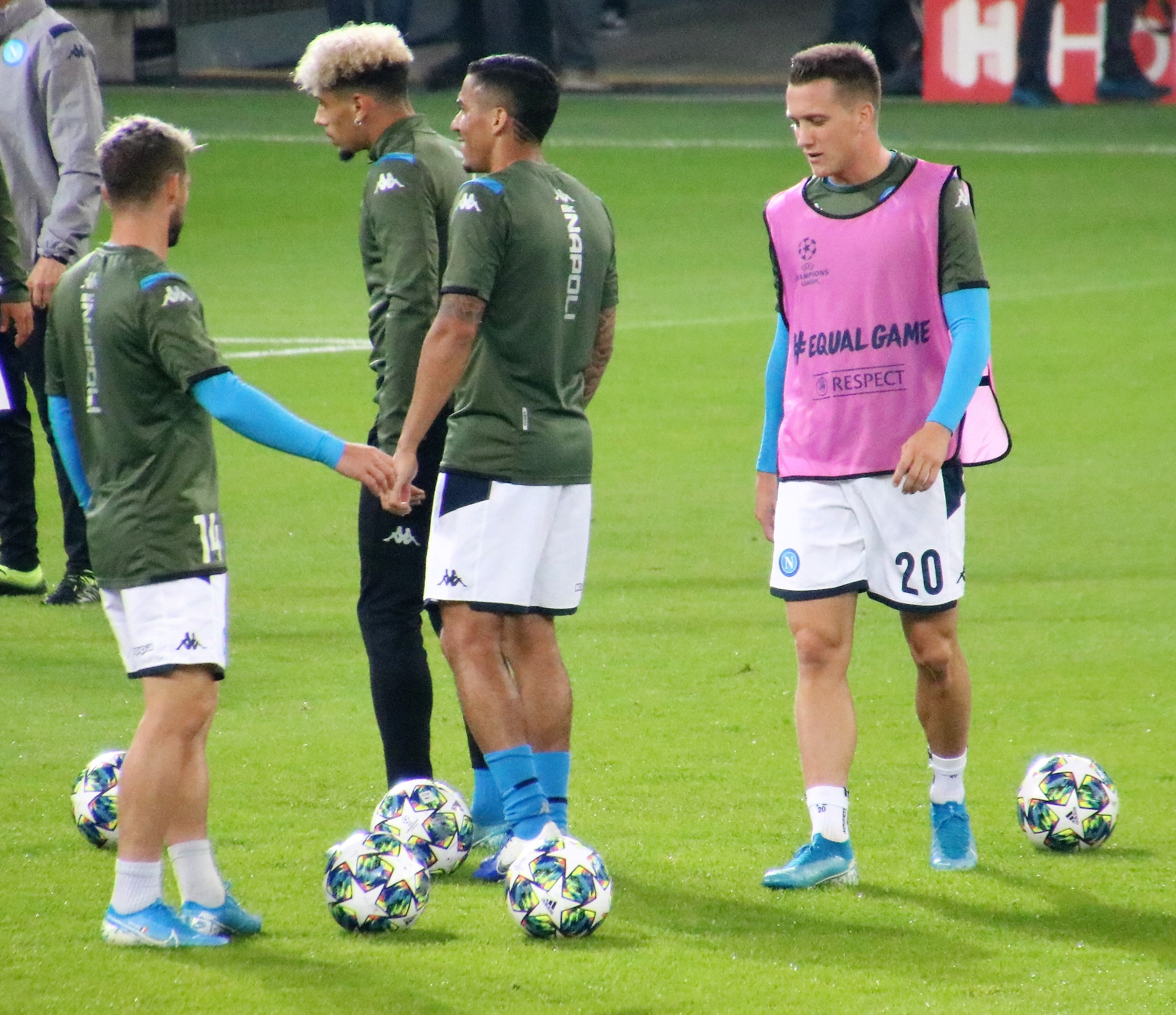
Piotr Zieliński (pierwszy z prawej) jako piłkarz SSC Napoli (2019)

### SSC Napoli

#### 2016/2017
4 sierpnia 2016 podpisał pięcioletni kontrakt z SSC Napoli. Kwota transferu wyniosła ok. 14 mln euro. W nowym zespole zadebiutował wraz z Arkadiuszem Milikiem, 21 sierpnia 2016 w zremisowanym 2:2, ligowym spotkaniu z Pescarą, zmieniając w 71. minucie Marka Hamšíka. 27 sierpnia wszedł na 18 minut w meczu z A.C. Milan (4:2), natomiast w następnej kolejce 10 września, debiutował w wyjściowej jedenastce Napoli i zanotował asystę przy bramce Jose Callejona z Palermo (3:0). 13 września 2016 podczas wygranego 2:1 meczu Napoli z Dynamem Kijów, zadebiutował w Lidze Mistrzów. Zieliński stał się wówczas 57. Polakiem, który wystąpił w Lidze Mistrzów w barwach zagranicznego klubu i czwartym, który zagrał w tych rozgrywkach jako zawodnik klubu z Włoch. 19 października 2016 znalazł się w wyjściowym składzie i rozegrał 82 minuty w meczu fazy grupowej Ligi Mistrzów z Besiktasem (2:3). 2 grudnia 2016 w ligowym meczu z Interem, zdobył swoją pierwszą bramkę dla Napoli. W spotkaniu zanotował również asystę przy bramce Marka Hamsika, a mecz zakończył się zwycięstwem Napoli 3:0. W następnej kolejce wpisał się na listę strzelców w spotkaniu z Cagliari (5:0). 7 stycznia 2017 przeciwko Sampdorii, rozegrał swój 100. mecz w Serie A. 15 stycznia asystował przy bramce Hamsika w spotkaniu z Pescarą (3:1). 4 lutego 2017 zaliczył dwie asysty w wygranym 7:1 ligowym meczu z Bolonią. 10 lutego 2017 zdobył bramkę w wygranym 2:0 meczu z Genoą, a w następnej kolejce trafił również w meczu z Chievo (3:1). 9 kwietnia 2017 zanotował asystę przy golu Lorenzo Insigne w meczu z Lazio (3:0). 4 maja ustalając na 5:0 wynik wyjazdowego meczu z Torino zdobył swoją 5 ligową bramkę. Sezon 2016/2017 zakończył rozgrywając 47 meczów, w których zdobył 6 bramek i zanotował tyle samo asyst. W swoim pierwszym sezonie w Napoli opuścił jedynie dwa spotkania Serie A, występując w 36 ligowych meczach; 18 w podstawowym składzie i 18 jako zmiennik i sięgnął z SSC Napoli po brązowy medal mistrzostw Włoch. Wystąpił także w siedmiu meczach Ligi Mistrzów i dotarł z drużyną do 1/8 finału, gdzie włoski zespół odpadł w dwumeczu z Realem Madryt. Rozegrał ponadto cztery mecze w Pucharze Włoch zdobywając bramkę w meczu 1/8 finału ze Spezią (3:1) i ostatecznie docierając z drużyną do półfinału, gdzie lepszy w dwumeczu okazał się Juventus.

#### 2017/2018

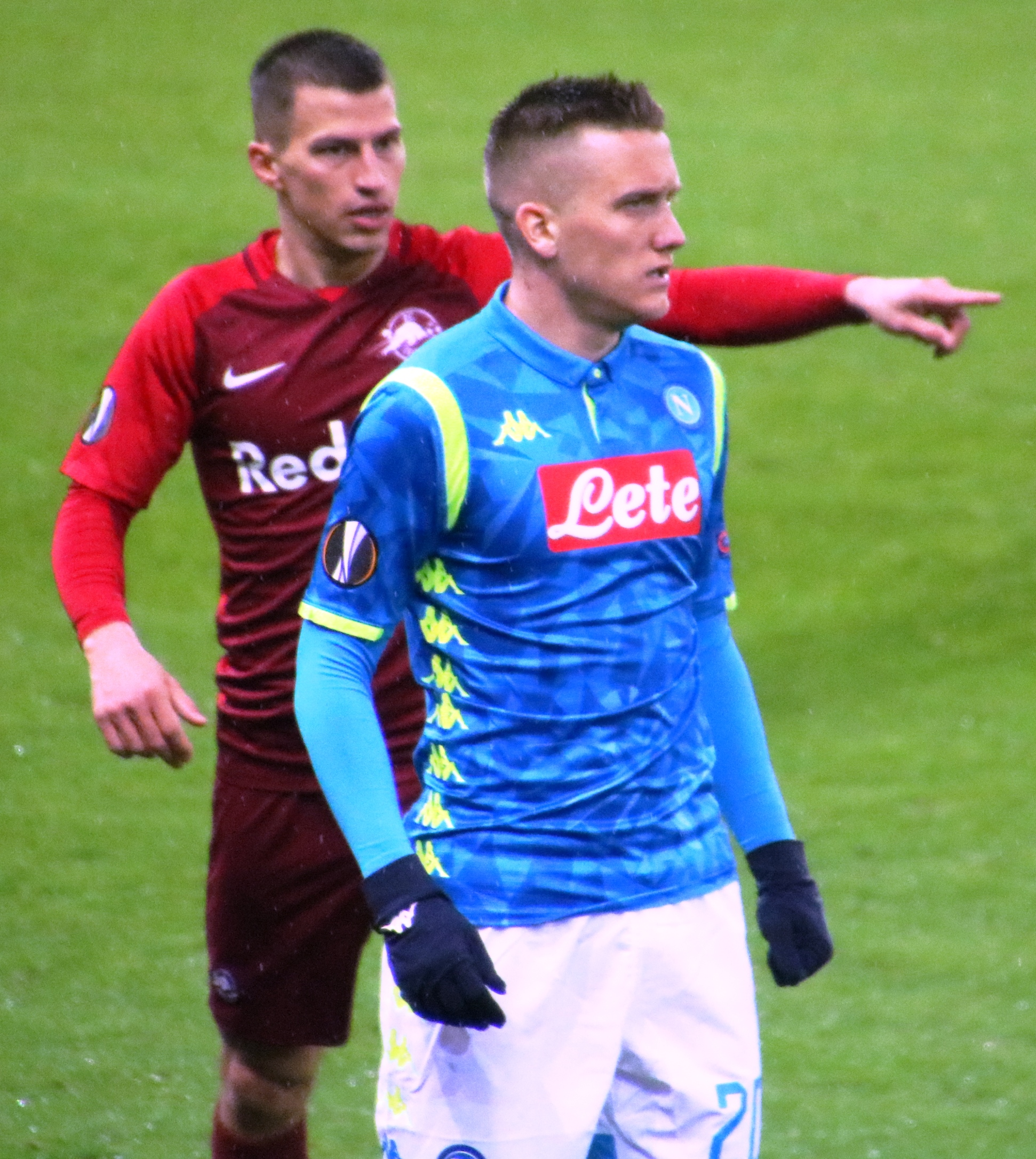
Zieliński w meczu Ligi Europy z Red Bull Salzburg (2019)

Sezon 2017/2018 rozpoczął od występu w pierwszym meczu rundy kwalifikacyjnej do Ligi Mistrzów z OGC Nice (2:0). 19 sierpnia w spotkaniu 1 kolejki Serie A z Chievo Veroną rozegrał 90 minut a mecz zakończył się zwycięstwem jego drużyny 3:0. W następnej kolejce zachował miejsce w podstawowym składzie i zdobył jedną z bramek w mecze z Atalantą (3:1). 22 sierpnia wystąpił w drugim meczu kwalifikacji Ligi Mistrzów z Niceą (2:0), po którym jego drużyna zakwalifikowała się do fazy grupowej rozgrywek. 10 września w 3 kolejce Serie A ustalił na 3:0 wynik meczu z Bolonią. 18 listopada 2017 wszedł na boisko w 69 minucie meczu z Milanem i cztery minuty później strzelił bramkę na 2:0 dla Napoli. 21 listopada 2017 w wygranym 3:0 meczu z Szachtarem Donieck, strzelił swoją pierwszą bramkę w Lidze Mistrzów. Do siatki trafił również w ostatnim meczu fazy grupowej Ligi Mistrzów z Feyenoordem (1:2). 16 grudnia po asyście Jorginho zdobył bramkę na 2:0 w wygranym 3:1 spotkaniu z Torino. 10 lutego 2018 asystował przy bramce Driesa Mertensa w meczu z Lazio (4:1). 22 lutego zdobył bramkę w rewanżowym meczu 1/16 finału Ligi Europy z RB Lipsk (2:0). Była to jego pierwsza bramka w rozgrywkach Ligi Europy UEFA. W rozgrywkach Serie A, rozegrał 36 z 38 spotkań; 14 razy wychodził na boisko w podstawowym składzie, natomiast 22 razy jako zmiennik. Zdobył 4 bramki i zanotował 1 asystę, sięgnął z Napoli po wicemistrzostwo Włoch.

#### 2018/2019

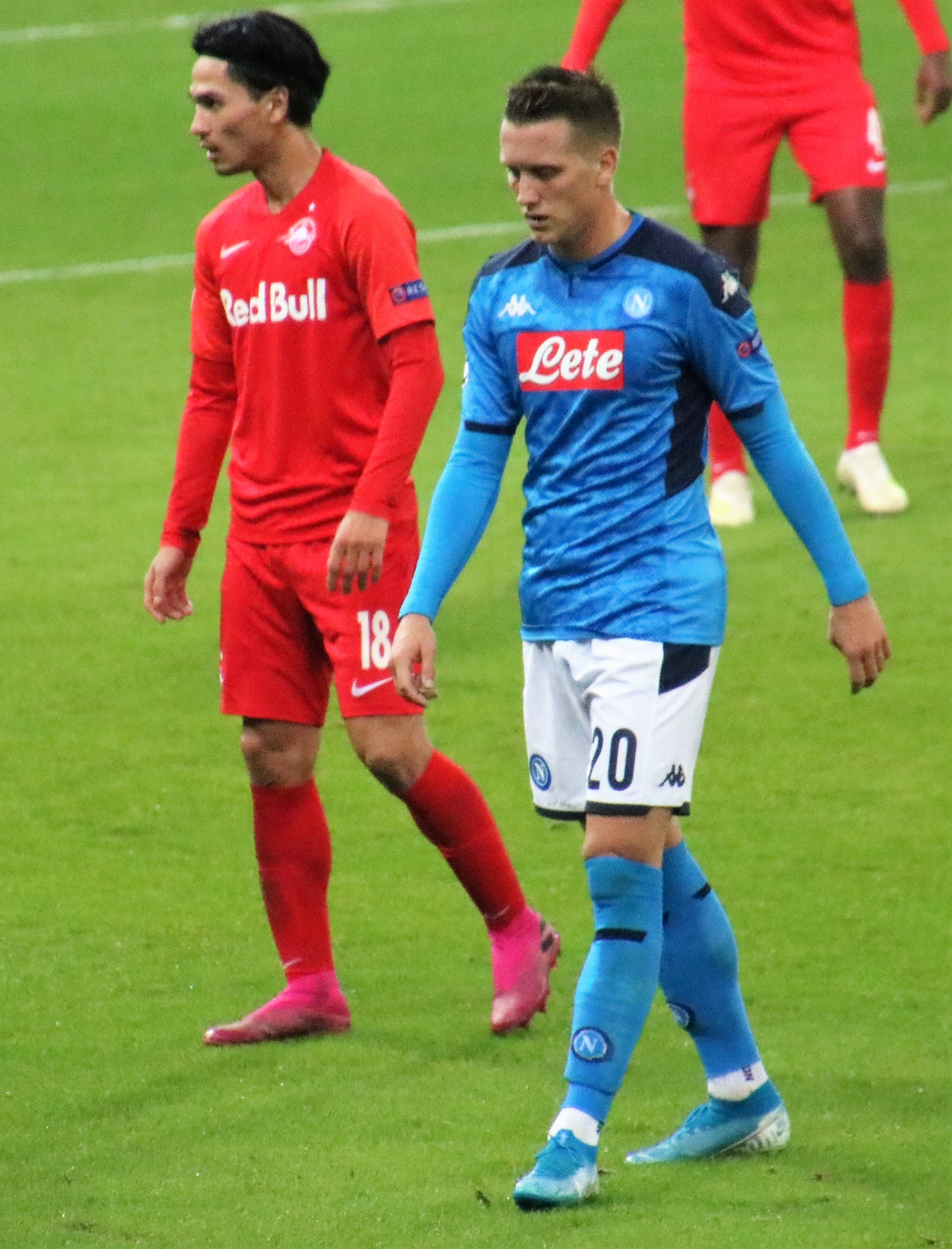
Piotr Zieliński (z prawej) w meczu Ligi Mistrzów z Red Bull Salzburg (2019)

W 1 kolejce sezonu 2018/2019 wystąpił w podstawowym składzie w wygranym 2:1 meczu z Lazio. W kolejnym meczu, 25 sierpnia 2018 zdobył dwie bramki w wygranym (3:2) meczu z A.C. Milan. 8 grudnia 2018 zdobył bramkę przeciwko Frosinone (4:0). 24 lutego 2019 po asyście Elseida Hysaja strzelił gola w meczu z Parmą (4:0). 3 kwietnia 2019 po jednomeczowej pauzie za żółte kartki zdobył jedyną bramkę dla Napoli w spotkaniu z jego byłą drużyną, Empoli FC (1:2). Następnie w 31 i 32 kolejce notował asysty w meczach z Genoą (1:1) i Chievo Verona (3:1). 19 maja zdobył bramkę w wygranym 4:1 spotkaniu z Interem Mediolan. W całym sezonie zagrał w 36 ligowych meczach Napoli (opuszczając tylko dwa spotkania) i zanotował w nich 6 goli oraz 2 asysty. W Lidze Mistrzów wystąpił we wszystkich sześciu meczach fazy grupowej, w której włoski zespół rywalizował z Paris Saint-Germain, Crveną zvezdą i Liverpoolem, ostatecznie plasując się na 3. miejscu. Po spadku do Ligi Europy, rozegrał w podstawowym składzie sześć spotkań w tych rozgrywkach i dotarł z drużyną do ćwierćfinału gdzie lepszy w dwumeczu (3:0) okazał się Arsenal. Zieliński zdobył w tamtej edycji LE, jedną bramkę- 14 lutego 2019, w pierwszym meczu 1/16 finału z FC Zurich. SSC Napoli zakończyło zmagania ligowe drugi sezon z rzędu na drugim miejscu w tabeli, sięgając po srebrne medale mistrzostw Włoch.

#### 2019/2020
Kolejny sezon rozpoczął ponownie jako podstawowym zawodnik drużyny spod Wezuwiusza. 31 sierpnia 2018 w drugiej ligowej kolejce zanotował asystę przy bramce Hirvinga Lozano w meczu z Juventusem (3:4). 7 grudnia wykorzystując podanie Driesa Mertensa, zdobył bramkę na wagę remisu 1:1 z Udinese. 26 stycznia 2020 zdobył bramkę w wygranym 2:1 meczu z Juventusem. W następnej kolejce, 3 lutego, zanotował asystę przy golu Arkadiusza Milika przeciwko Sampdorii (4:2). 25 lipca asystował przy trafieniu Elseida Hysaja w meczu z Sassuolo (2:0). W rozgrywkach Ligi Mistrzów UEFA wystąpił w pięciu meczach fazy grupowej, gdzie Napoli mierzyło się z Liverpoolem, KRC Genk oraz Red Bull Salzburg, a także w dwumeczu 1/8 finału z FC Barceloną (2:4), notując asystę przy bramce Driesa Mertensa w pierwszym meczu, zakończonym remisem 1:1. W Serie A rozegrał 37 spotkań (32 w pierwszym składzie) strzelając dwa gole i notując 4 asysty, natomiast zespół uplasował się na siódmym miejscu w ligowej tabeli. Był jednym z liderów drużyny w rozgrywkach Pucharu Włoch. Rozegrał w nich łącznie pięć spotkań, notując asystę przy zwycięskiej bramce Lorenzo Insigne w meczu 1/4 finału z Lazio (1:0) i ostatecznie dotarł z drużyną do finału rozgrywek. 17 czerwca 2020 pokonując w finale po rzutach karnych zespół Juventusu, zdobył z SSC Napoli Puchar Włoch. Było to jego pierwsze trofeum w karierze.

#### 2020/2021
Sezon 2020/2021 rozpoczął w pierwszej kolejce rozgrywając 90 minut w meczu z Parmą (2:0). W drugiej kolejce, 27 września 2020 zdobył bramkę oraz zanotował asystę przy golu Victora Osimhena w wygranym 6:0 meczu z Genoą. Mecz czwartej kolejki z Atalantą opuścił ze względu na zakażenie koronawirusem. W związku z rekonwalescencją po chorobie, opuścił także następny mecz z Benevento, a w kolejnym trzech spotkaniach wchodził z ławki jako rezerwowy. 29 listopada 2020 trener Gennaro Gattuso wystawił go w pierwszym składzie na mecz z AS Romą. 6 grudnia 2020 zaliczył asystę przy golu Lorenzo Insigne w meczu z Crotone (4:0). 3 stycznia 2021 zdobył dwie bramki w wygranym 4:1 meczu z Cagliari. 17 stycznia zdobył jedną z bramek w meczu z Fiorentiną (6:0). 6 lutego 2021 w meczu 21 kolejki Serie A z Genoa FC (1:2) wystąpił jako kapitan SSC Napoli. 13 lutego 2021 rozegrał 64 minuty w wygranym 1:0 meczu z Juventusem. 21 lutego ponownie wystąpił z opaską kapitana i zdobył bramkę w meczu z Atalantą (2:4). 3 marca zdobył bramkę z Sassuolo (3:3), a w następnej kolejce asystował przy golach Lorenzo Insigne i Victora Osimhena w spotkaniu z Bolonią (3:1). 14 marca zanotował asystę przy zwycięskim golu Matteo Politano w meczu z A.C. Milan (1:0). 11 kwietnia asystował przy golu Fabiana Ruiza w spotkaniu z Sampdorią (2:0), a 22 kwietnia przy bramce Driesa Mertensa przeciwko Lazio (5:2). 8 maja 2021 zdobył bramkę i zaliczył asystę w meczu ze Spezią (4:1), co powtórzył również w następnej kolejce przeciwko Udinese (5:1). 16 maja zanotował asystę przy bramce Lorenzo Venutiego w meczu z Fiorentiną. Sezon 2020/2021 był pod względem statystyk najlepszym sezonem Piotra Zielińskiego w profesjonalnej karierze. W 46 rozegranych meczach zdobył on 10 bramek i zanotował 13 asysty, osiągając pierwsze double-double w karierze. W rozgrywkach Serie A zagrał w 36 meczach zdobywając 8 goli i notując 11 asyst, ustanawiając tym samym swoje indywidualne rekordy w obu kategoriach, a drużyna zajęła 5. miejsce w ligowej tabeli. W rozgrywkach Pucharu Włoch rozegrał cztery mecze, notując asystę w spotkaniu 1/4 finału ze Spezią (4:2) i dotarł z zespołem do półfinału gdzie w dwumeczu zwyciężyła Atalanta (3:1). W Lidze Europy UEFA wystąpił łącznie w pięciu meczach, notując asystę w meczu z HNK Rijeka (2:0) i strzelając bramkę w meczu z Realem Sociedad (1:1) w fazie grupowej, a także zdobywając bramkę w rewanżowym meczu 1/16 finału z Granadą (2:1).

#### 2021/2022
22 sierpnia 2021 wyszedł w podstawowym składzie w meczu 1. kolejki Serie A z Venezią (2:0), a w trakcie spotkania nabawił się kontuzji, która wykluczyła go z gry w kolejnym starciu ligowym z Genoą. Do gry powrócił w 3. kolejce wchodząc z ławki w 73 minucie wygranego 2:1 meczu z Juventusem. 16 września 2021 rozegrał 64 minuty w meczu Ligi Europy z Leicester City (2:2), mając szansę na zdobycie gola. Jako zmiennik pojawił się na boisku w 4. ligowej kolejce przeciwko Udinese (4:0). Do podstawowego składu w Serie A powrócił 23 września 2021 w meczu 5. kolejki z Sampdorią. Spędził na boisku 68 minut oraz zdobył premierową bramkę w sezonie ustalając wynik meczu na 4:0. Strzelony gol był 31. bramką Zielińskiego w Serie A, dzięki czemu zrównał się pod względem zdobyczy bramkowych w tych rozgrywkach ze Zbigniewem Bońkiem. 26 września w meczu 6. kolejki z Cagliari (2:0) zaliczył asystę przy bramce Victora Osimhena na 1:0. W następnej kolejce, 3 października, asystował przy golu Amira Rrahmaniego, który zapewnił Napoli wyjazdowe zwycięstwo 2:1 z Fiorentiną.
2022/2023
W sezonie 2022/23 Piotr Zieliński wciąż reprezentował barwy Napoli. Sezon ten był niezwykle udany dla włoskiego zespołu. 15 sierpnia 2022 roku Zieliński zanotował doskonały start rozgrywek, strzelając gola w meczu z Hellasem Verona (5:2). Kilka dni później, w 2. kolejce Serie A spędził na boisku pełne 90 minut i zanotował dwie asysty w spotkaniu z Monzą (4:0). Zieliński błysnął początkiem września, kiedy to w 5. kolejce ligi włoskiej zanotował asystę z Lazio, a zaledwie parę dni później strzelił dwa gole i zanotował asystę w meczu Ligi Mistrzów z Liverpoolem (4:1). 1 października Polak dorzucił kolejną, ligową asystę do swojego konta. Zrobił to w meczu z Torino. 4 października w meczu z Ajaxem znów wpisał się na listę strzelców, a w spotkaniu rewanżowym Champions League z przedstawicielem Holandii, zanotował asystę. 4 maja 2023 roku wraz z Napoli został Mistrzem Włoch.

### Inter Mediolan
Od sezonu 2024/25 Zieliński będzie reprezentował barwy Interu. 27 października 2024 w meczu Serie A Derby d’Italia z Juventusem F.C. strzelił dwie bramki (oba z rzutu karnego), a mecz zakończył się remisem 4:4.

## Kariera reprezentacyjna

### Polska
Zieliński ma za sobą liczne występy w juniorskich i młodzieżowych reprezentacjach Polski. W reprezentacjach od U-15 do U-21 rozegrał łącznie 48 spotkań, w których strzelił 9 bramek. 

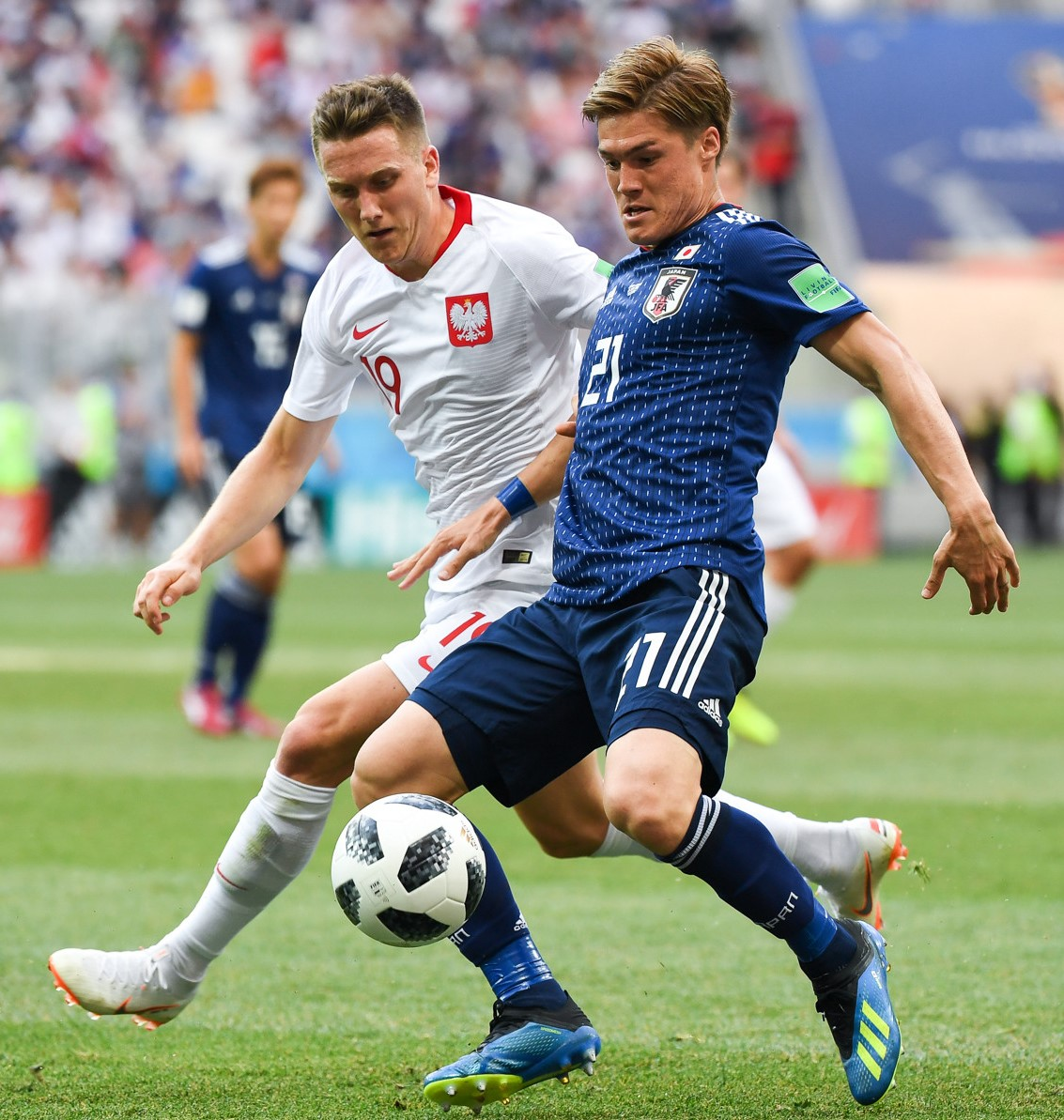
Piotr Zieliński w trakcie meczu Polska – Japonia na Mistrzostwach Świata 2018

#### 2013–2016
19 maja 2013 selekcjoner Waldemar Fornalik powołał go do reprezentacji Polski na mecze z Liechtensteinem i Mołdawią. 4 czerwca 2013 podczas towarzyskiego spotkania z Liechtensteinem (2:0) zadebiutował w reprezentacji Polski, zmieniając w przerwie meczu Kamila Grosickiego. 7 czerwca 2013 wystąpił w meczu eliminacji do Mistrzostw Świata 2014 z Mołdawią, zmieniając w 62 minucie Adriana Mierzejewskiego. 31 lipca 2013 znalazł się na liście powołań selekcjonera na spotkanie towarzyskie z Danią. Rozegrał całą drugą połowę, a w 60. minucie, zapewniając drużynie zwycięstwo 3:2, zdobył swoją pierwszą bramkę w reprezentacji Polski. 22 sierpnia 2013 został powołany na mecze eliminacji Mistrzostw Świata 2014 z Czarnogórą i San Marino. 6 września 2013 rozegrał 75 minut w zremisowanym 1:1 meczu z Czarnogórą, natomiast w rozegranym 10 września 2013 spotkaniu z San Marino (5:1) zdobył dwie bramki, w tym jedną bezpośrednio z rzutu wolnego, oraz zanotował asystę przy golu Adriana Mierzejewskiego. 27 września 2013 znalazł się na liście powołań na mecze eliminacji Mistrzostw Świata 2014 z Ukrainą i Anglią. 11 października 2013 w spotkaniu z Ukrainą (0:1) zmienił w 76 minucie Mariusza Lewandowskiego, natomiast 15 października w meczu z Anglią pojawił się na boisku w 75 minucie zastępując Adriana Mierzejewskiego, a reprezentacja przegrała na Wembley po golach Rooneya i Gerrarda. Ostatecznie Polska, zajmując czwarte miejsce w grupie H nie uzyskała kwalifikacji do turnieju finałowego. 

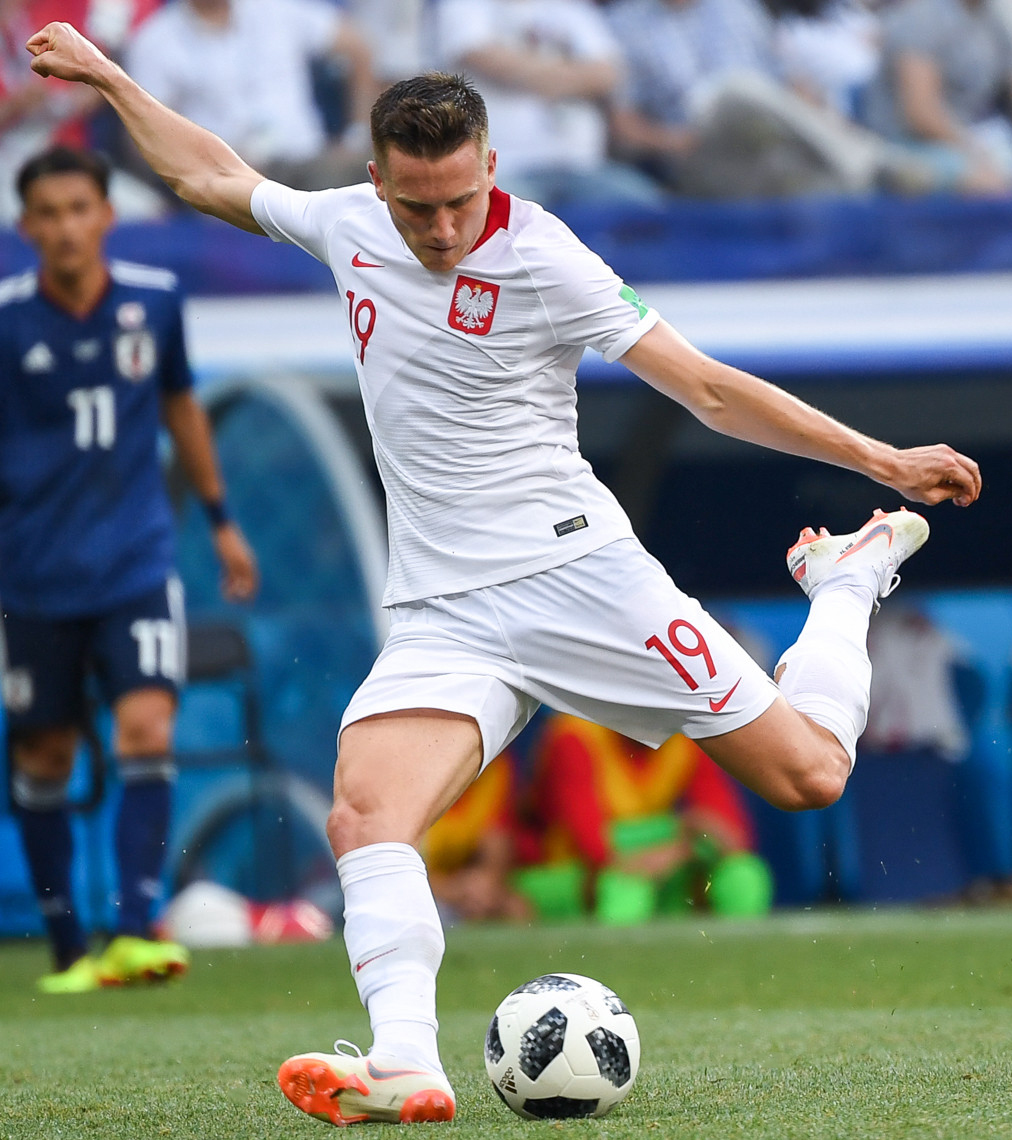
Piotr Zieliński w meczu z Japonią

31 sierpnia 2014 selekcjoner Adam Nawałka powołał go na mecz eliminacji do Mistrzostw Europy 2016 z Gruzją i spotkanie towarzyskie ze Szwajcarią. Mecz z Gruzją (4:0) spędził na ławce rezerwowych, natomiast 18 listopada 2014 rozegrał 45 minut w spotkaniu towarzyskim ze Szwajcarią, które zakończyło się remisem 2:2. 25 maja 2015 został powołany na drugi mecz eliminacji Mistrzostw Europy 2016 z Gruzją i towarzyski z Grecją. 16 czerwca 2015 rozegrał 60 minut w towarzyskim meczu z Grecją, zakończonym bezbramkowym remisem. 15 sierpnia 2015 znalazł się na liście powołań na mecze eliminacji z Niemcami i Gibraltarem. Nie wystąpił w przegranym 1:3 meczu z Niemcami, natomiast 7 września 2015 rozegrał 24 minuty w wygranym 8:1 spotkaniu z Gibraltarem. Na przełomie 2015 i 2016 roku zaczął odgrywać coraz ważniejszą rolę w drużynie narodowej. 13 listopada 2015 znalazł się w wyjściowym składzie i zanotował asystę przy bramce Kamila Grosickiego w wygranym 4:2 meczu z Islandią. 23 marca 2016 rozegrał 83 minuty w wygranym 1:0 meczu towarzyskim z Serbią. 26 marca 2016 wystąpił także w meczu towarzyskim z Finlandią (5:0), a 1 czerwca 2016 rozegrał 90 minut w meczu towarzyskim z Holandią (1:2), który media określiły jako sprawdzian biało-czerwonych przed mistrzostwami Europy. 6 czerwca 2016 rozegrał 5 minut w meczu towarzyskim z Litwą (0:0), który zwieńczył przygotowania Polaków do Euro.
12 maja 2016 został powołany przez selekcjonera Adama Nawałkę do szerokiej kadry na Mistrzostwa Europy 2016 we Francji. 30 maja 2016 Adam Nawałka oficjalnie powołał go do ścisłego składu na mistrzostwa Europy. Na turnieju wystąpił w wygranym 1:0 meczu fazy grupowej z Ukrainą, a w przerwie został zmieniony przez Jakuba Błaszczykowskiego. Reprezentacja Polski dotarła ostatecznie do ćwierćfinału osiągając najlepszy wynik w historii swoich występów na mistrzostwach Europy.

#### Od 2016

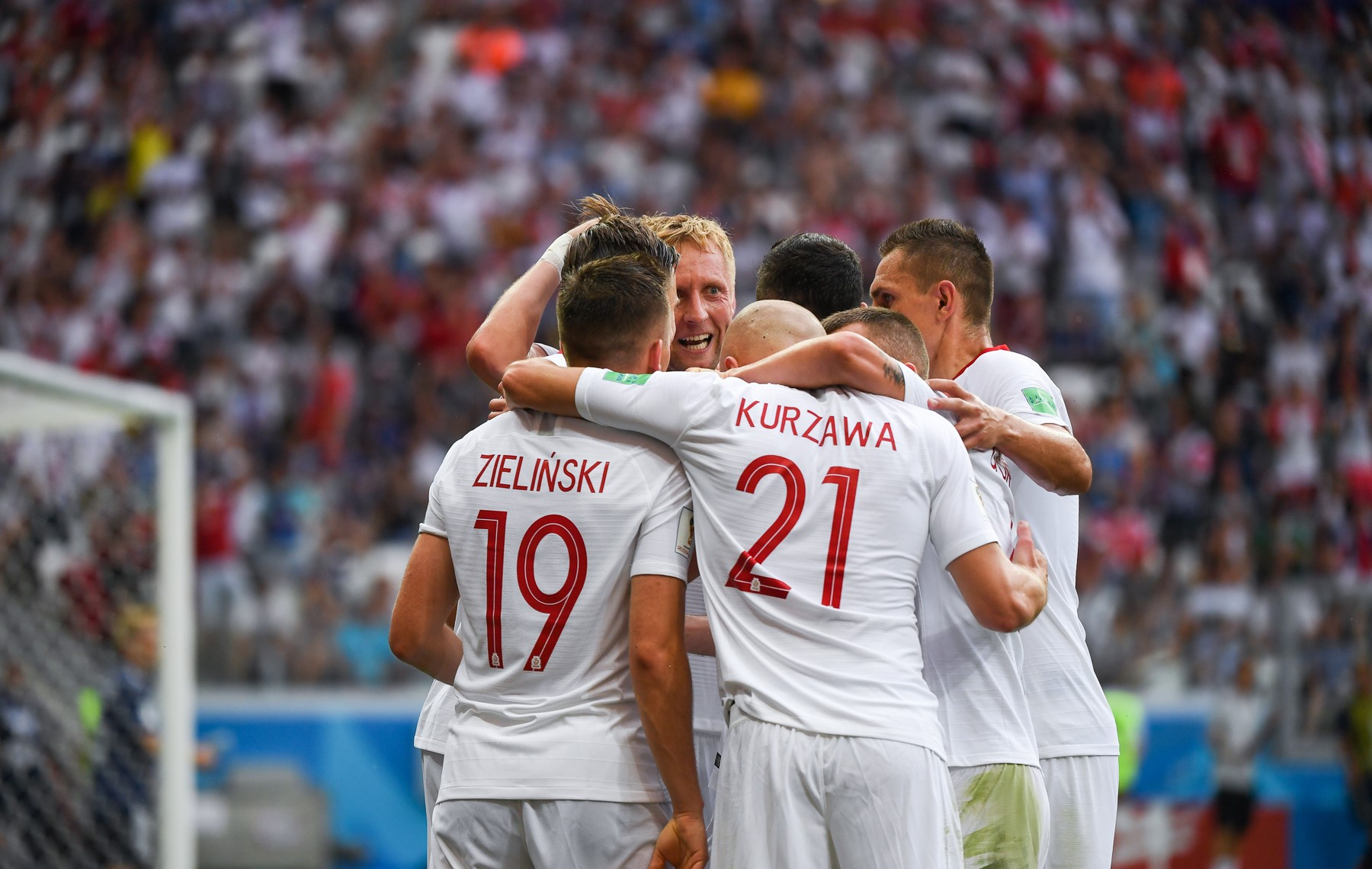
Zieliński, Kamil Glik i Rafał Kurzawa podczas Mundialu w Rosji

Następnie Zieliński był jednym z liderów drużyny, która zajmując pierwsze miejsce w grupie E, zakwalifikowała się do Mistrzostw Świata 2018. W eliminacjach wystąpił w podstawowym składzie we wszystkich dziesięciu meczach Polaków i zanotował w nich sześć asyst. 27 marca 2018 zdobył bramkę w meczu towarzyskim z Koreą Południową (3:2), a 8 czerwca 2018 trafił do siatki w zremisowanym 2:2 meczu towarzyskim z Chile.
4 czerwca 2018 Adam Nawałka powołał go na Mistrzostwa Świata 2018 w Rosji. Na mundialu wystąpił w podstawowym składzie we wszystkich trzech meczach fazy grupowej, jednak reprezentacja po porażkach z Senegalem (1:2), Kolumbią (0:3) i wygranej z Japonią (1:0) zakończyła udział w turnieju po fazie grupowej.
27 sierpnia 2018 selekcjoner Jerzy Brzęczek umieścił go na swojej pierwszej liście powołań na mecze z Włochami i Irlandią. 7 września 2018 w zremisowanym 1:1 meczu Ligi Narodów z Włochami rozegrał 66 minut i zdobył bramkę po asyście Roberta Lewandowskiego. Następnie był podstawowym piłkarzem drużyny narodowej w pozostałych meczach Ligi Narodów oraz jednym z liderów drużyny, która zajęła pierwsze miejsce w grupie G i awansowała na Mistrzostwa Europy 2020. Zieliński wszystkie dziesięć spotkań eliminacji rozegrał w podstawowym składzie, a dziewięć z nich w pełnym wymiarze czasowym. 10 czerwca 2019 w meczu eliminacyjnym z Izraelem (4:0) zanotował asystę przy bramce Kamila Grosickiego.
5 marca 2021 znalazł się na pierwszej liście powołań selekcjonera Paulo Sousy. 25 marca 2021 rozegrał cale spotkanie i zanotował asystę przy bramce Kamila Jóźwiaka w meczu eliminacji do Mistrzostw Świata 2022 z Węgrami (3:3). W podstawowym składzie wystąpił także w dwóch kolejnych meczach eliminacyjnych, z Andorą (3:0) oraz Anglią (1:2).
17 maja 2021 Paulo Sousa powołał go do składu na Mistrzostwa Europy 2020. 8 czerwca 2021 zdobył bramkę w zremisowanym 2:2 meczu towarzyskim z Islandią. Na mistrzostwach Europy wystąpił w podstawowym składzie we wszystkich trzech meczach reprezentacji, która udział w turnieju zakończyła po fazie grupowej. 23 czerwca 2021 w ostatnim meczu fazy grupowej ze Szwecją (2:3), zanotował asystę przy bramce Roberta Lewandowskiego na 1:2.
10 listopada 2022 został powołany przez Czesława Michniewicza na Mistrzostwa Świata 2022 w Katarze. 22 listopada 2022 zagrał 88 minut w meczu z Meksykiem (0:0), 26 listopada 2022 – 63 minuty z Arabią Saudyjską, w którym zdobył jedną bramkę, a samo spotkanie zakończyło się wynikiem 2:0. 30 listopada 2022 rozegrał cały mecz przeciwko Argentynie (0:2).
8 czerwca 2025 PZPN poinformował, że decyzją selekcjonera Michała Probierza Zieliński został nowym kapitanem kadry narodowej po tym, jak ta funkcja została odebrana dotychczasowemu kapitanowi, Robertowi Lewandowskiemu.

## Styl gry
Piotr Zieliński jest obunożnym piłkarzem występującym na pozycji środkowego ofensywnego pomocnika. Cechami wyróżniającymi tego zawodnika są bardzo dobra technika użytkowa, dość rzadko spotykana u piłkarzy obunożność, opanowanie w grze, dobry drybling, umiejętność minięcia przeciwnika w sytuacji jeden na jednego, a także umiejętność kreacji akcji i precyzyjnego wykończenia. Zieliński zdobywa wiele efektownych bramek, m.in. poprzez uderzenia z dystansu bądź po akcjach kombinacyjnych. Jego dokładna rola na boisku różni się w zależności od taktyki bądź wymagań danego trenera. Jak w jednym z wywiadów stwierdził sam piłkarz preferowaną przez niego pozycją jest gra jako pół-lewy środkowy pomocnik. Maurizio Sarri doceniając jego przegląd pola i umiejętność rozprowadzania piłki od tyłu, preferował ustawianie Zielińskiego na pozycji reggisty, czyli rozgrywającego, który kontroluje przebieg gry ofensywnej drużyny i często bierze udział w podawaniu ruchów prowadzących do bramek poprzez ich wizję, technikę, kontrolę nad piłką, kreatywność i zdolność do podania. Dzięki temu korzystał z jego atutu napędzenia akcji. Carlo Ancelotti widział w Polaku mezzalę, a więc zawodnika grającego w środku, ale jednak bliżej linii bocznej, np. jak Nicolò Barella w Interze Mediolan. Dzięki czemu mógł pokazywać swoją kreację z przodu i zostać tak zwanym otwieraczem, który napoczyna rywala w rozegraniu. Gennaro Gattuso wystawiał Polaka na pozycji trequartisty, czyli tzw. dziesiątki (cofniętego napastnika), zwalniając go z części zadań defensywnych a stwarzając mu możliwość otrzymywania większej ilości podań co w sezonie 2020/2021 przełożyło się na zwiększoną liczbę bramek i asyst. Na początku występów w SSC Napoli został pierwszym zmiennikiem w zespole. Jego zadanie polegało na tym, by dawać impuls swoimi wejściami na boisko, kiedy drużyna potrzebowała impulsu ofensywnego. Podstawowym piłkarzem został po przyjściu do klubu Carlo Ancelottiego. Jako mankamenty w jego grze obserwatorzy wskazywali brak cech przywódczych i wiary we własne możliwości. Zieliński najczęściej dostosowywał się poziomem gry do reszty zespołu. Podczas występów w reprezentacji narodowej często był krytykowany przez media za brak umiejętności przełożenia dobrej formy z rozgrywek klubowych na grę w reprezentacji. W sezonie 2020/2021 obserwatorzy wskazywali, że Zieliński potrafił wyróżnić się na tle słabiej wyglądających kolegów z drużyny i wskazywali to jako przejaw wysokich umiejętności piłkarskich i progresu pod względem rozwoju mentalnego zawodnika. Piotr Zieliński przez dziennikarzy, obserwatorów futbolu, trenerów czy też innych zawodników wielokrotnie porównywany był pod względem umiejętności do najlepszych piłkarzy na świecie i określany jako będący w stanie przystosować się do stylu gry większości drużyn piłkarskich. W 2021 były reprezentant Albanii, Igli Tare, stwierdził w wywiadzie, że Zieliński to świetny pomocnik, który może grać na absolutnie najwyższym poziomie, natomiast jego problemem jest brak wiary we własne umiejętności oraz ambicji do wejścia na najwyższy poziom. 

Zieliński to z pewnością nieprawdopodobnie utalentowany zawodnik, to piłkarz tańczący z piłką, tańczący nad nią. Jeden z najbardziej utalentowanych piłkarzy, jakich widziałem w swojej karierze trenerskiej, a także piłkarskiej. To ktoś bardzo inteligentny i widać to nie tylko na boisku. Ma nieprawdopodobne możliwości postępu.

## Statystyki

### Klubowe
(aktualne na koniec sezonu 2022/2023)
| Klub               | Sezon              | Liga               | Serie A | Serie A | Puchar Włoch | Puchar Włoch | Europa | Europa | Superpuchar Włoch | Superpuchar Włoch | Suma  | Suma   |
| Klub               | Sezon              | Liga               | Mecze   | Bramki  | Mecze        | Bramki       | Mecze  | Bramki | Mecze             | Bramki            | Mecze | Bramki |
| ------------------ | ------------------ | ------------------ | ------- | ------- | ------------ | ------------ | ------ | ------ | ----------------- | ----------------- | ----- | ------ |
| Udinese Calcio     | 2012/2013          | Serie A            | 9       | 0       | 0            | 0            | 0      | 0      | –                 | –                 | 9     | 0      |
| Udinese Calcio     | 2013/2014          | Serie A            | 10      | 0       | 0            | 0            | 1      | 0      | –                 | –                 | 11    | 0      |
| Udinese Calcio     | Ogólnie            | Ogólnie            | 19      | 0       | 0            | 0            | 1      | 0      | 0                 | 0                 | 20    | 0      |
| Empoli FC (wyp.)   | 2014/2015          | Serie A            | 28      | 0       | 2            | 0            | –      | –      | –                 | –                 | 30    | 0      |
| Empoli FC (wyp.)   | 2015/2016          | Serie A            | 35      | 5       | 1            | 0            | –      | –      | –                 | –                 | 36    | 5      |
| Empoli FC (wyp.)   | Ogólnie            | Ogólnie            | 63      | 5       | 3            | 0            | 0      | 0      | 0                 | 0                 | 66    | 5      |
| SSC Napoli         | 2016/2017          | Serie A            | 36      | 5       | 4            | 1            | 7      | 0      | –                 | –                 | 47    | 6      |
| SSC Napoli         | 2017/2018          | Serie A            | 36      | 4       | 2            | 0            | 9      | 3      | –                 | –                 | 47    | 7      |
| SSC Napoli         | 2018/2019          | Serie A            | 36      | 6       | 1            | 0            | 12     | 1      | –                 | –                 | 49    | 7      |
| SSC Napoli         | 2019/2020          | Serie A            | 37      | 2       | 5            | 0            | 7      | 0      | –                 | –                 | 49    | 2      |
| SSC Napoli         | 2020/2021          | Serie A            | 36      | 8       | 4            | 0            | 6      | 2      | 1                 | 0                 | 47    | 10     |
| SSC Napoli         | 2021/2022          | Serie A            | 35      | 6       | 0            | 0            | 7      | 2      | –                 | –                 | 42    | 8      |
| SSC Napoli         | 2022/2023          | Serie A            | 37      | 3       | 1            | 0            | 10     | 4      | –                 | –                 | 48    | 7      |
| SSC Napoli         | Ogólnie            | Ogólnie            | 243     | 34      | 17           | 1            | 58     | 12     | 1                 | 0                 | 329   | 47     |
| Ogólnie w karierze | Ogólnie w karierze | Ogólnie w karierze | 335     | 39      | 20           | 1            | 59     | 12     | 1                 | 0                 | 415   | 52     |

### Reprezentacyjne
(aktualne na   18 listopada 2024)
| Reprezentacja | Rok     | Mecze | Bramki |
| ------------- | ------- | ----- | ------ |
| Polska        |         |       |        |
| 2013          | 7       | 3     |        |
| 2014          | 1       | 0     |        |
| 2015          | 3       | 0     |        |
| 2016          | 10      | 0     |        |
| 2017          | 8       | 0     |        |
| 2018          | 12      | 3     |        |
| 2019          | 10      | 0     |        |
| 2020          | 5       | 0     |        |
| 2021          | 10      | 1     |        |
| 2022          | 12      | 3     |        |
| 2023          | 8       | 0     |        |
| 2024          | 13      | 4     |        |
| Ogólnie       | Ogólnie | 99    | 14     |

| Mecze i gole w reprezentacji | Mecze i gole w reprezentacji | Mecze i gole w reprezentacji | Mecze i gole w reprezentacji | Mecze i gole w reprezentacji | Mecze i gole w reprezentacji | Mecze i gole w reprezentacji |
| Lp.                          | Data                         | Miejsce                      | Przeciwnik                   | Wynik                        | Gol                          | Rozgrywki                    |
| ---------------------------- | ---------------------------- | ---------------------------- | ---------------------------- | ---------------------------- | ---------------------------- | ---------------------------- |
| 1.                           | 04.06.2013                   | Kraków, Polska               | Liechtenstein                | 2:0                          |                              | towarzyski                   |
| 2.                           | 07.06.2013                   | Kiszyniów, Mołdawia          | Mołdawia                     | 1:1                          |                              | el. MŚ 2014                  |
| 3.                           | 14.08.2013                   | Gdańsk, Polska               | Dania                        | 3:2                          | Gol                          | towarzyski                   |
| 4.                           | 06.09.2013                   | Warszawa, Polska             | Czarnogóra                   | 1:1                          |                              | el. MŚ 2014                  |
| 5.                           | 10.09.2013                   | Serravalle, San Marino       | San Marino                   | 5:1                          | Gol · Gol                    | el. MŚ 2014                  |
| 6.                           | 11.10.2013                   | Charków, Ukraina             | Ukraina                      | 0:1                          |                              | el. MŚ 2014                  |
| 7.                           | 15.10.2013                   | Londyn, Anglia               | Anglia                       | 0:2                          |                              | el. MŚ 2014                  |
| 8.                           | 18.11.2014                   | Wrocław, Polska              | Szwajcaria                   | 2:2                          |                              | towarzyski                   |
| 9.                           | 16.06.2015                   | Gdańsk, Polska               | Grecja                       | 0:0                          |                              | towarzyski                   |
| 10.                          | 07.09.2015                   | Warszawa, Polska             | Gibraltar                    | 8:1                          |                              | el. ME 2016                  |
| 11.                          | 13.11.2015                   | Warszawa, Polska             | Islandia                     | 4:2                          |                              | towarzyski                   |
| 12.                          | 23.03.2016                   | Poznań, Polska               | Serbia                       | 1:0                          |                              | towarzyski                   |
| 13.                          | 26.03.2016                   | Wrocław, Polska              | Finlandia                    | 5:0                          |                              | towarzyski                   |
| 14.                          | 01.06.2016                   | Gdańsk, Polska               | Holandia                     | 1:2                          |                              | towarzyski                   |
| 15.                          | 06.06.2016                   | Kraków, Polska               | Litwa                        | 0:0                          |                              | towarzyski                   |
| 16.                          | 21.06.2016                   | Marsylia, Francja            | Ukraina                      | 1:0                          |                              | ME 2016                      |
| 17.                          | 04.09.2016                   | Astana, Kazachstan           | Kazachstan                   | 2:2                          |                              | el. MŚ 2018                  |
| 18.                          | 08.10.2016                   | Warszawa, Polska             | Dania                        | 3:2                          |                              | el. MŚ 2018                  |
| 19.                          | 11.10.2016                   | Warszawa, Polska             | Armenia                      | 2:1                          |                              | el. MŚ 2018                  |
| 20.                          | 11.11.2016                   | Bukareszt, Rumunia           | Rumunia                      | 3:0                          |                              | el. MŚ 2018                  |
| 21.                          | 14.11.2016                   | Wrocław, Polska              | Słowenia                     | 1:1                          |                              | towarzyski                   |
| 22.                          | 26.03.2017                   | Podgorica, Czarnogóra        | Czarnogóra                   | 2:1                          |                              | el. MŚ 2018                  |
| 23.                          | 10.06.2017                   | Warszawa, Polska             | Rumunia                      | 3:1                          |                              | el. MŚ 2018                  |
| 24.                          | 01.09.2017                   | Kopenhaga, Dania             | Dania                        | 0:4                          |                              | el. MŚ 2018                  |
| 25.                          | 04.09.2017                   | Warszawa, Polska             | Kazachstan                   | 3:0                          |                              | el. MŚ 2018                  |
| 26.                          | 05.10.2017                   | Erywań, Armenia              | Armenia                      | 6:1                          |                              | el. MŚ 2018                  |
| 27.                          | 08.10.2017                   | Warszawa, Polska             | Czarnogóra                   | 4:2                          |                              | el. MŚ 2018                  |
| 28.                          | 10.11.2017                   | Warszawa, Polska             | Urugwaj                      | 0:0                          |                              | towarzyski                   |
| 29.                          | 13.11.2017                   | Gdańsk, Polska               | Meksyk                       | 0:1                          |                              | towarzyski                   |
| 30.                          | 23.03.2018                   | Wrocław, Polska              | Nigeria                      | 0:1                          |                              | towarzyski                   |
| 31.                          | 27.03.2018                   | Chorzów, Polska              | Korea Południowa             | 3:2                          | Gol                          | towarzyski                   |
| 32.                          | 08.06.2018                   | Poznań, Polska               | Chile                        | 2:2                          | Gol                          | towarzyski                   |
| 33.                          | 12.06.2018                   | Warszawa, Polska             | Litwa                        | 4:0                          |                              | towarzyski                   |
| 34.                          | 19.06.2018                   | Moskwa, Rosja                | Senegal                      | 1:2                          |                              | MŚ 2018                      |
| 35.                          | 24.06.2018                   | Kazań, Rosja                 | Kolumbia                     | 0:3                          |                              | MŚ 2018                      |
| 36.                          | 28.06.2018                   | Wołgograd, Rosja             | Japonia                      | 1:0                          |                              | MŚ 2018                      |
| 37.                          | 07.09.2018                   | Bolonia, Włochy              | Włochy                       | 1:1                          | Gol                          | LN 2018/2019                 |
| 38.                          | 11.10.2018                   | Chorzów, Polska              | Portugalia                   | 2:3                          |                              | LN 2018/2019                 |
| 39.                          | 14.10.2018                   | Chorzów, Polska              | Włochy                       | 0:1                          |                              | LN 2018/2019                 |
| 40.                          | 15.11.2018                   | Gdańsk, Polska               | Czechy                       | 0:1                          |                              | towarzyski                   |
| 41.                          | 20.11.2018                   | Guimarães, Portugalia        | Portugalia                   | 1:1                          |                              | LN 2018/2019                 |
| 42.                          | 21.03.2019                   | Wiedeń, Austria              | Austria                      | 1:0                          |                              | el. ME 2020                  |
| 43.                          | 24.03.2019                   | Warszawa, Polska             | Łotwa                        | 2:0                          |                              | el. ME 2020                  |
| 44.                          | 07.06.2019                   | Skopje, Macedonia Północna   | Macedonia Północna           | 1:0                          |                              | el. ME 2020                  |
| 45.                          | 10.06.2019                   | Warszawa, Polska             | Izrael                       | 4:0                          |                              | el. ME 2020                  |
| 46.                          | 06.09.2019                   | Lublana, Słowenia            | Słowenia                     | 0:2                          |                              | el. ME 2020                  |
| 47.                          | 09.09.2019                   | Warszawa, Polska             | Austria                      | 0:0                          |                              | el. ME 2020                  |
| 48.                          | 10.10.2019                   | Ryga, Łotwa                  | Łotwa                        | 3:0                          |                              | el. ME 2020                  |
| 49.                          | 13.10.2019                   | Warszawa, Polska             | Macedonia Północna           | 2:0                          |                              | el. ME 2020                  |
| 50.                          | 16.11.2019                   | Jerozolima, Izrael           | Izrael                       | 2:1                          |                              | el. ME 2020                  |
| 51.                          | 19.11.2019                   | Warszawa, Polska             | Słowenia                     | 3:2                          |                              | el. ME 2020                  |
| 52.                          | 04.09.2020                   | Amsterdam, Holandia          | Holandia                     | 0:1                          |                              | LN 2020/2021                 |
| 53.                          | 07.09.2020                   | Zenica, Bośnia i Hercegowina | Bośnia i Hercegowina         | 2:1                          |                              | LN 2020/2021                 |
| 54.                          | 11.11.2020                   | Chorzów, Polska              | Ukraina                      | 2:0                          |                              | towarzyski                   |
| 55.                          | 15.11.2020                   | Reggio nell’Emilia, Włochy   | Włochy                       | 0:2                          |                              | LN 2020/2021                 |
| 56.                          | 18.11.2020                   | Chorzów, Polska              | Holandia                     | 1:2                          |                              | LN 2020/2021                 |
| 57.                          | 25.03.2021                   | Budapeszt, Węgry             | Węgry                        | 3:3                          |                              | el. MŚ 2022                  |
| 58.                          | 28.03.2021                   | Warszawa, Polska             | Andora                       | 3:0                          |                              | el. MŚ 2022                  |
| 59.                          | 31.03.2021                   | Londyn, Anglia               | Anglia                       | 1:2                          |                              | el. MŚ 2022                  |
| 60.                          | 08.06.2021                   | Poznań, Polska               | Islandia                     | 2:2                          | Gol                          | towarzyski                   |
| 61.                          | 14.06.2021                   | Petersburg, Rosja            | Słowacja                     | 1:2                          |                              | ME 2020                      |
| 62.                          | 19.06.2021                   | Sewilla, Hiszpania           | Hiszpania                    | 1:1                          |                              | ME 2020                      |
| 63.                          | 23.06.2021                   | Petersburg, Rosja            | Szwecja                      | 2:3                          |                              | ME 2020                      |
| 64.                          | 12.10.2021                   | Tirana, Albania              | Albania                      | 1:0                          |                              | el. MŚ 2022                  |
| 65.                          | 12.11.2021                   | Andora, Andora               | Andora                       | 4:1                          |                              | el. MŚ 2022                  |
| 66.                          | 15.11.2021                   | Warszawa, Polska             | Węgry                        | 1:2                          |                              | el. MŚ 2022                  |
| 67.                          | 24.03.2022                   | Glasgow, Szkocja             | Szkocja                      | 1:1                          |                              | towarzyski                   |
| 68.                          | 29.03.2022                   | Chorzów, Polska              | Szwecja                      | 2:0                          | Gol                          | el. MŚ 2022 Baraże           |
| 69.                          | 01.06.2022                   | Wrocław, Polska              | Walia                        | 2:1                          |                              | LN 2022/2023                 |
| 70.                          | 08.06.2022                   | Bruksela, Belgia             | Belgia                       | 1:6                          |                              | LN 2022/2023                 |
| 71.                          | 11.06.2022                   | Rotterdam, Holandia          | Holandia                     | 2:2                          | Gol                          | LN 2022/2023                 |
| 72.                          | 14.06.2022                   | Warszawa, Polska             | Belgia                       | 0:1                          |                              | LN 2022/2023                 |
| 73.                          | 22.09.2022                   | Warszawa, Polska             | Holandia                     | 0:2                          |                              | LN 2022/2023                 |
| 74.                          | 25.09.2022                   | Cardiff, Walia               | Walia                        | 1:0                          |                              | LN 2022/2023                 |
| 75.                          | 22.11.2022                   | Doha, Katar                  | Meksyk                       | 0:0                          |                              | MŚ 2022                      |
| 76.                          | 26.11.2022                   | Ar-Rajjan, Katar             | Arabia Saudyjska             | 2:0                          | Gol                          | MŚ 2022                      |
| 77.                          | 30.11.2022                   | Doha, Katar                  | Argentyna                    | 0:2                          |                              | MŚ 2022                      |
| 78.                          | 04.12.2022                   | Doha, Katar                  | Francja                      | 1:3                          |                              | MŚ 2022                      |
| 79.                          | 24.03.2023                   | Praga, Czechy                | Czechy                       | 1:3                          |                              | el. ME 2024                  |
| 80.                          | 27.03.2023                   | Warszawa, Polska             | Albania                      | 1:0                          |                              | el. ME 2024                  |
| 81.                          | 16.06.2023                   | Warszawa, Polska             | Niemcy                       | 1:0                          |                              | towarzyski                   |
| 82.                          | 20.06.2023                   | Kiszyniów, Mołdawia          | Mołdawia                     | 2:3                          |                              | el. ME 2024                  |
| 83.                          | 07.09.2023                   | Warszawa, Polska             | Wyspy Owcze                  | 2:0                          |                              | el. ME 2024                  |
| 84.                          | 10.09.2023                   | Tirana, Albania              | Albania                      | 0:2                          |                              | el. ME 2024                  |
| 85.                          | 12.10.2023                   | Thorshavn, Wyspy Owcze       | Wyspy Owcze                  | 2:0                          |                              | el. ME 2024                  |
| 86.                          | 15.10.2023                   | Warszawa, Polska             | Mołdawia                     | 1:1                          |                              | el. ME 2024                  |
| 87.                          | 21.03.2024                   | Warszawa, Polska             | Estonia                      | 5:1                          | Gol                          | el. ME 2024 Baraże półfinał  |
| 88.                          | 26.03.2024                   | Cardiff, Walia               | Walia                        | 0:0 (k. 5:4)                 |                              | el. ME 2024 Baraże finał     |
| 89.                          | 07.06.2024                   | Warszawa, Polska             | Ukraina                      | 3:1                          | Gol                          | towarzyski                   |
| 90.                          | 10.06.2024                   | Warszawa, Polska             | Turcja                       | 2:1                          |                              | towarzyski                   |
| 91.                          | 16.06.2024                   | Hamburg, Niemcy              | Holandia                     | 1:2                          |                              | ME 2024                      |
| 92.                          | 21.06.2024                   | Berlin, Niemcy               | Austria                      | 1:3                          |                              | ME 2024                      |
| 93.                          | 25.06.2024                   | Dortmund, Niemcy             | Francja                      | 1:1                          |                              | ME 2024                      |
| 94.                          | 05.09.2024                   | Glasgow, Szkocja             | Szkocja                      | 3:2                          |                              | LN 2024/2025                 |
| 95.                          | 08.09.2024                   | Osijek, Chorwacja            | Chorwacja                    | 0:1                          |                              | LN 2024/2025                 |
| 96.                          | 12.10.2024                   | Warszawa, Polska             | Portugalia                   | 1:3                          | Gol                          | LN 2024/2025                 |
| 97.                          | 15.10.2024                   | Warszawa, Polska             | Chorwacja                    | 3:3                          | Gol                          | LN 2024/2025                 |
| 98.                          | 15.11.2024                   | Porto, Portugalia            | Portugalia                   | 1:5                          |                              | LN 2024/2025                 |
| 99.                          | 18.11.2024                   | Warszawa, Polska             | Szkocja                      | 1:2                          |                              | LN 2024/2025                 |

## Sukcesy

### SSC Napoli
Mistrzostwa Włoch:
- Mistrzostwo: 2022/2023
- Wicemistrzostwo: 2017/2018, 2018/2019
- 3. miejsce: 2016/2017, 2021/2022

Puchar Włoch: 
- Zdobywca: 2019/2020

### Indywidualne
- Piłkarz Roku w plebiscycie redakcji Sportu (2. miejsce): 2021[102]
- Jedenastka sezonu Serie A: 2015/2016[103]

## Wyróżnienia
W 2023 otrzymał Medal Świętego Brata Alberta, przyznany mu przez Fundację im. Brata Alberta za utworzenie i wspieranie dwóch domów dziecka na Dolnym Śląsku. 27 grudnia 2023 został honorowym obywatelem Giugliano in Campania. 

## Życie prywatne
Ma dwóch starszych braci, Pawła (ur. 1990) i Tomasza (ur. 1985), którzy również zostali piłkarzami. 15 czerwca 2019 wziął ślub z Laurą Słowiak. 29 maja 2021 urodził się syn pary Maksymilian. 26 maja 2025 urodziła się córka – Maja Melissa. W 2021 na Uniwersytecie w Neapolu zdał egzamin z języka włoskiego na poziomie B2. 6 października 2023, po spełnieniu wymaganych prawem warunków, otrzymał z rąk prefekta Neapolu, Claudio Palomby obywatelstwo włoskie.